# شعب البايجو
بايجو هي مجموعة عرقية في السودان،هم واحد من سبعة عرقيات تتألف من شعب الداجو، لغتهم الأصلية هي لغة البيجو، انقرضت الآن ويتحدث السكان الآن اللغة العربية، يبلغ عدد سكان المجموعة 850، يعيشون في جنوب شرق نيالا، عاصمة ولاية جنوب دارفور في الجزء الغربي من السودان، ومعظمهم من المسلمين.